# Regelación
La regelación es el fenómeno físico de derretir un material bajo presión y que se congele nuevamente cuando la presión se reduce. La regelación puede ser mostrada colocando un alambre fino sobre un bloque de hielo con dos pesas suspendidas en los extremos. La presión sobre el hielo derrite lentamente la parte en contacto con el alambre, permitiendo que éste pase a través de todo el bloque. El camino seguido por el alambre a medida que va derritiendo el hielo se va recongelando a medida que la presión disminuye, lo que permite que el bloque permanezca sólido incluso cuando el alambre lo haya atravesado completamente. Este experimento es posible para hielo a -10 °C o menos. El fenómeno funciona mejor materiales de alta conductividad térmica, como el cobre, ya que el calor latente de fusión de la parte superior necesita ser transferida a la parte inferior.
Si se usa un alambre de 1 milímetro de diámetro, sobre un cubo de hielo de 50 mm, el área donde la fuerza se ejerce es de 50 mm². Esto es 50×10−6 m². La fuerza (en newtons) equivale a la presión (en pascales) multiplicado por el área (en metros cuadrados). Si se requieren al menos 500 atm (50 MPa) para derretir el hielo, una fuerza de (50×106 Pa)(50×10−6 m²) = 2500 N es necesaria, similar al peso de 250 kg en la Tierra.
La regelación fue descubierta por Michael Faraday. La regelación ocurre solamente en sustancias, como el hielo, que tienen la capacidad de expandirse cuando se congelan. El punto de fusión del hielo baja 0.0072 °C por cada atm adicional de presión aplicada. Por ejemplo, una presión de 500 atmósferas es necesaria para derretir el hielo a -4 °C.

## Derretimiento de la superficie

Curva de derretimiento del hielo

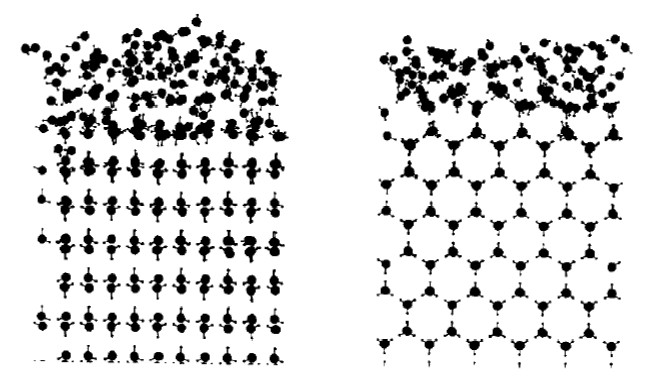
Estructura molecular del hielo cerca de la superficie

Para un hielo cristalino normal por debajo de su punto de fusión, habrá un esparcimiento de los átomos cerca de la superficie. Simulaciones de hielo en su punto de fusión muestran que hay un derretimiento significativo de las capas de la superficie en vez de un esparcimiento simétrico en las posiciones de los átomos. La resonancia magnética nuclear mostró evidencia de una capa de líquido en la superficie del hielo. En 1998, usando un microscopio de fuerza atómica, Astrid Doppenschmidt y Hans Jurgen Butt, midieron el grosor de la capa de líquido sobre el hielo y sus resultados fueron de 12 nm a −24 °C y 70 nm a −0.7 °C. El derretimiento de superficie comienza a aparecer a temperaturas tan bajas como -33 °C.
El derretimiento de superficie produce:
- bajo coeficiente de fricción
- facilidad para compactar el hielo
- alta adhesión de las superficies de hielo.

## Ejemplos de regelación
- Un glaciar puede ejercer suficiente cantidad de presión en su superficie inferior para reducir el punto de fusión del hielo que lo forma. El derretimiento del hielo en la base del glaciar le permite moverse desde una alta elevación hasta una baja elevación. El agua líquida puede fluir desde la base del glaciar a bajas elevaciones cuando la temperatura del aire esta por encima del punto de congelación del agua.
- Una bola de nieve está formada por la regelación de las partículas que la componen. La creación de una bola de nieve con las manos es imposible cuando la nieve fue expuesta una muy baja temperatura y esta seca.